# محاكات السدومية في أوتريخت

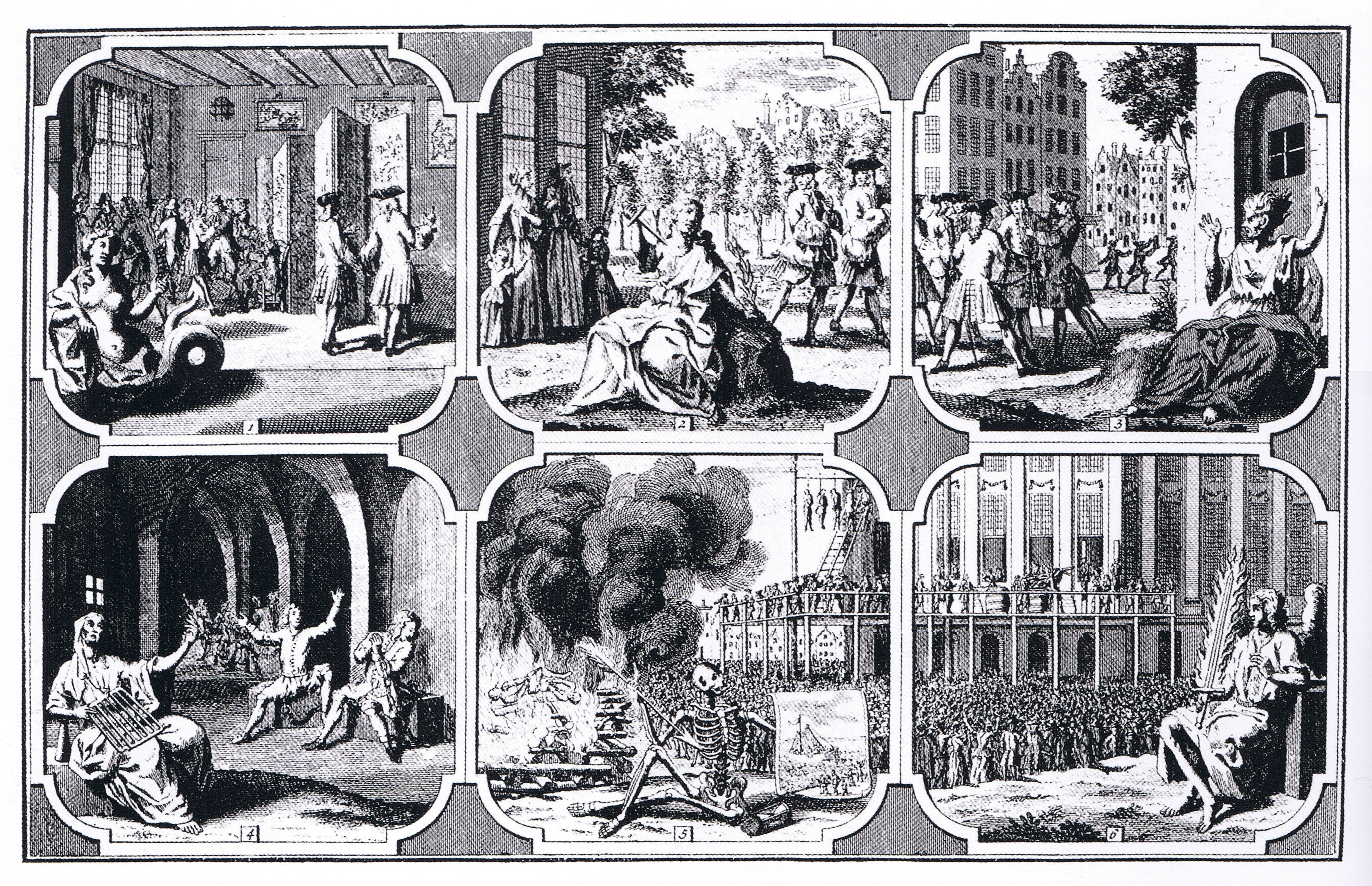
تصور العقوبة حينها كتحذير للمذنبين غير المتدينين واللعينين. نقش يصور مجزرة الهولنديين السدوميين نشرت في أمستردام، 1731

كانت محاكات السدومية في أوتريخت (باللغة الهولندية: Utrechtse sodomieprocessen) اضطهادا للمثليين على نطاق واسع حدث في الجمهورية الهولندية. بدأت في مدينة أوترخت في 1730. وخلال العام التالي، انتشر اضطهاد «ممارسي السدومية» في بقية من الأمة، مما أدى إلى مابين 250  إلى 300 محاكمة، وغالبا ما انتهت بعقوبة الإعدام.

## التاريخ
في عام 1730، عانت الجمهورية الهولندية من مرض مزمن بالأوبئة في الماشية، في حين تعرضت السدود الترابية للتهديد من قبل الفيروسات. ضربت العديد من الكوارث البلاد: فيضان ستافورن في عام 1657، وانهيار قبة كاتدرائية سانت مارتن في عام 1674 وزلزال عام 1692، والتي نسبت كلها إلى العقاب الإلهي. كانت هذه الظروف قد أعدت عقول الهولنديين للذعر الأخلاقي، وأصبح السكان المثليون كبش فداء.
كانت أنقاض قبة كاتدرائية سانت مارتن لسنوات ملتقى للمثليين عندما بدأت سلطات المدينة في نيسان 1730 تحقيقا بناء على طلب حامي الكاتدرائية، جوسوا ويلس. تم اعتقال واستجواب عدد من الرجال، بمن فيهم زكريا ويلسما. وأشارت اعترافاتهم إلى وجود شبكات وأماكن للقاء بين المثليين في أماكن أخرى من الجمهورية. في يوليو من نفس العام، اتبعت منطقة هولندا الدعوى وتبع ذلك موجة من الملاحقات القضائية على مستوى البلاد؛ يشتبه في أن العديد من الرجال في المناصب العليا، ولكن فروا قبل أن يتم القبض عليهم. في أوترخت، حوكم بعض الرجال الأربعين، أدين 18 منهم وتم خنقهم. كان الموت خنقا العقوبة الأكثر شيوعا التي تطبق ضد المثليين في الجمهورية الهولندية، لكن العقوبات الأخرى خلال عملية تطهير 1730-1731 شملت الشنق والإغراق في برميل من الماء. تم حرق بقايا المدانين أو تم إلقاؤهم في البحر أو دفنوا تحت المشنقة. قام الدعاة البروتستانت بدعم التطهير، مستخدمين من بين أشياء أخرى الفيروس المذكور أعلاه في السدود الهولندية كدليل على غضب الرب ضد المثليين.
من المحاكمات خارج أوترخت، اكتسبت تلك الموجودة في قرية زاودهورن شهرة خاصة. استغل رودولف دي ميبشي رئيس بلدية فان المناسبة لاضطهاد خصومه السياسيين. وقد حكم بالإعدام ما مجموعه 22 شخصًا وأُعدموا، بعد أن توفي اثنان آخران على المخلعة. بشكل عام، على الرغم من أن معظم الاتهامات بدت صحيحة، فقد كان معظم ضحايا الادعاء مثليين حقيقيين، مما دفع الكاتب ريكتور نورتون إلى التعليق على أن «تعتبر المحاكمات بشكل صحيح على أنها مذبحة (...) بدلاً من كونها مطاردة هستيرية».

## الاضطهادات السابقة واللاحقة
تلاها عدة موجات من الملاحقة القضائية خلال القرن الثامن عشر: في 1764 (أمستردام)، 1776 (عدة مدن)، و 1797 (أوترخت ولاهاي). كما لوحظ في قضية جوست شوتن، سبقتها حلقات أخرى من الاضطهاد والإعدام، مثل تلك التي حدثت في الممتلكات الاستعمارية الهولندية كباتافيا، عاصمة جزر الهند الشرقية الهولندية في القرن السابع عشر.

## نصب السدوميين

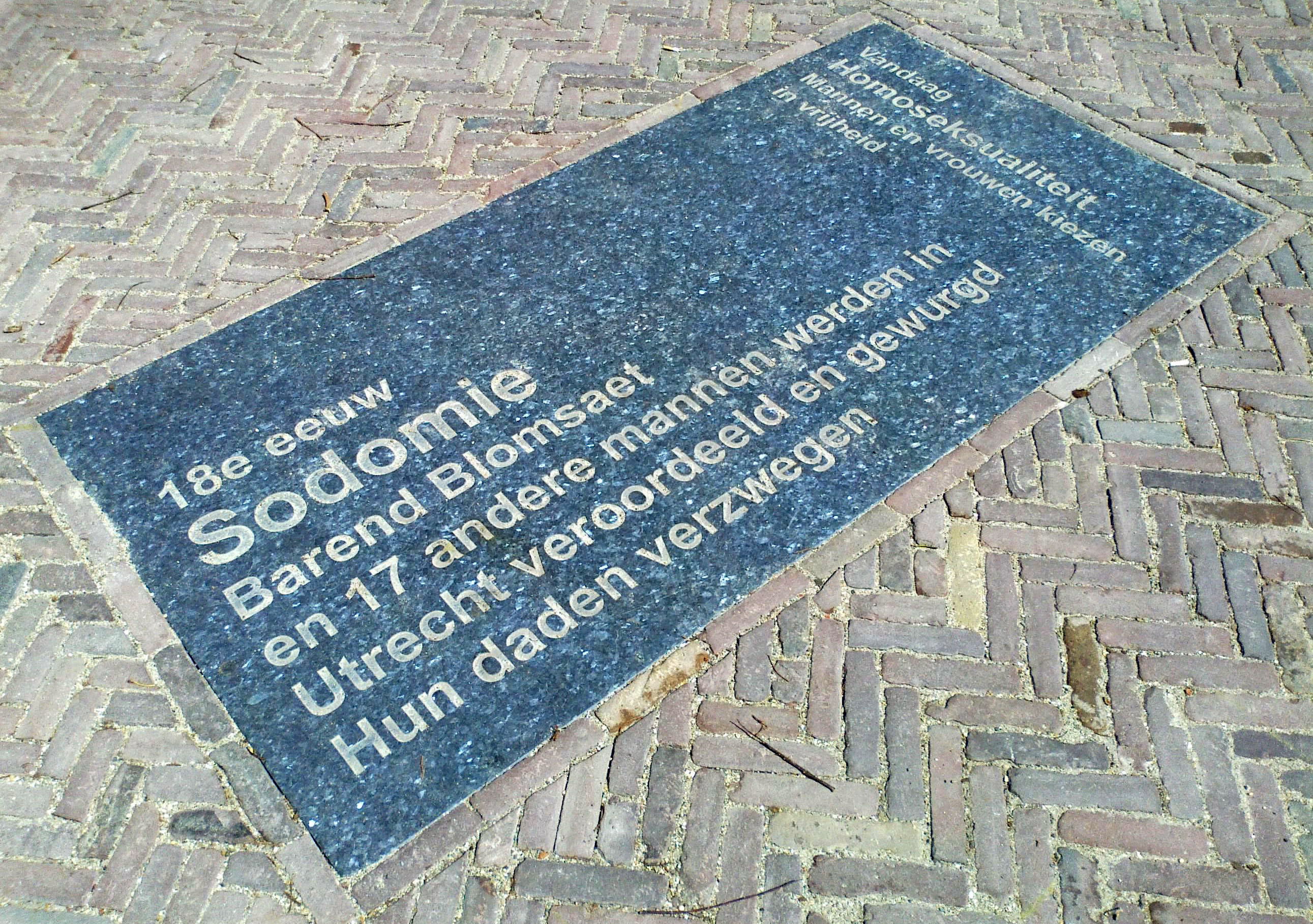
نصب السدوميين

قررت مدينة أوترخت مؤخرًا مواجهة هذه السمعة بالاضطهاد. كانت قبة كاتدرائية سانت مارتن من قبل مكان موقع البحث عن الجنس للمثليين. منذ عام 1999، استضاف المكان حجرا، ما يسمى «نصب السدوميين» (باللغة الهولندية: Sodomonument)، لتخليد ذكرى والاحتفال بوفاة السدوميين المضطهدين، والإخبار أن المصطلحات قد تحولت إلى المثلية الجنسية، وبأن المدينة تريد أن تعيش نساءها ورجالها في حرية.

## ميراث
نتيجة للمحاكمة، واكتسبت نسبة «أوترختينار» (باللغة الهولندية: Utrechtenaar) المعنى الثاني كمصطلح عامي للدلالة على المثليين (ظهرت لأول مرة في القاموس عام 1861) خاصة بين الطلاب. على الرغم من الاستخدام الشائع، إلا أنه لا يزال يستخدم كوصف هجائي، إلى جانب «أوتراختر» (باللغة الهولندية: Utrechter) البديل، مع كون الأخير هو المصطلح المفضل في الصحف، في حين أن مصطلح «أوترختينار» (باللغة الهولندية: Utrechtenaar) أكثر شيوعًا على الإنترنت.

## معرض الصور

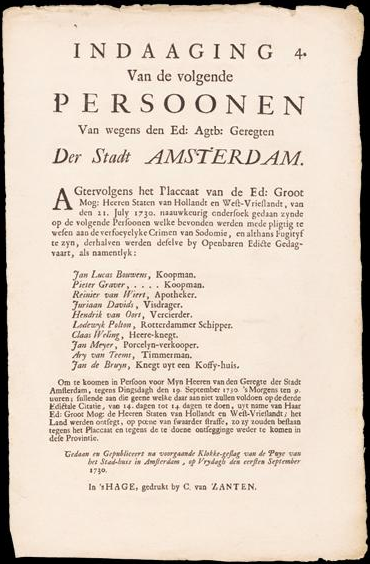
استدعاء المتواطئين في السدومية. أمستردام، 1 سبتمبر 1730.
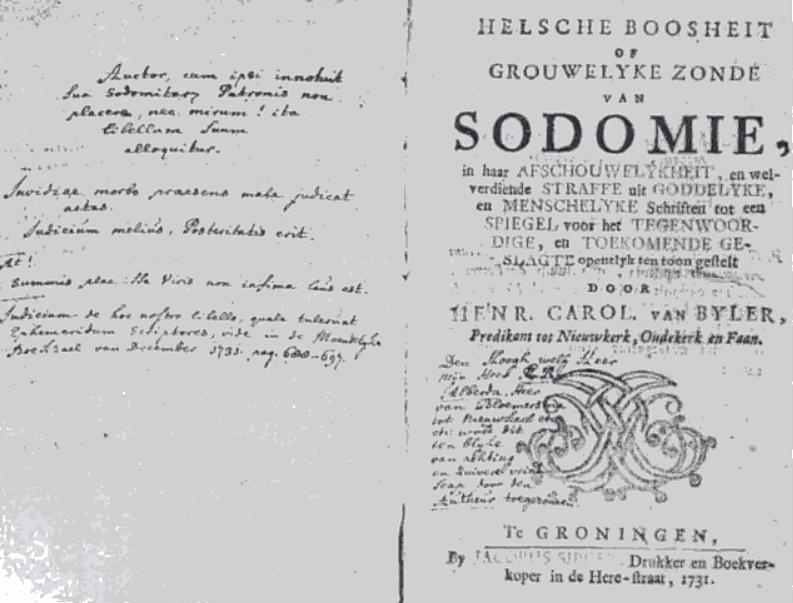
"الشر الجهنمي
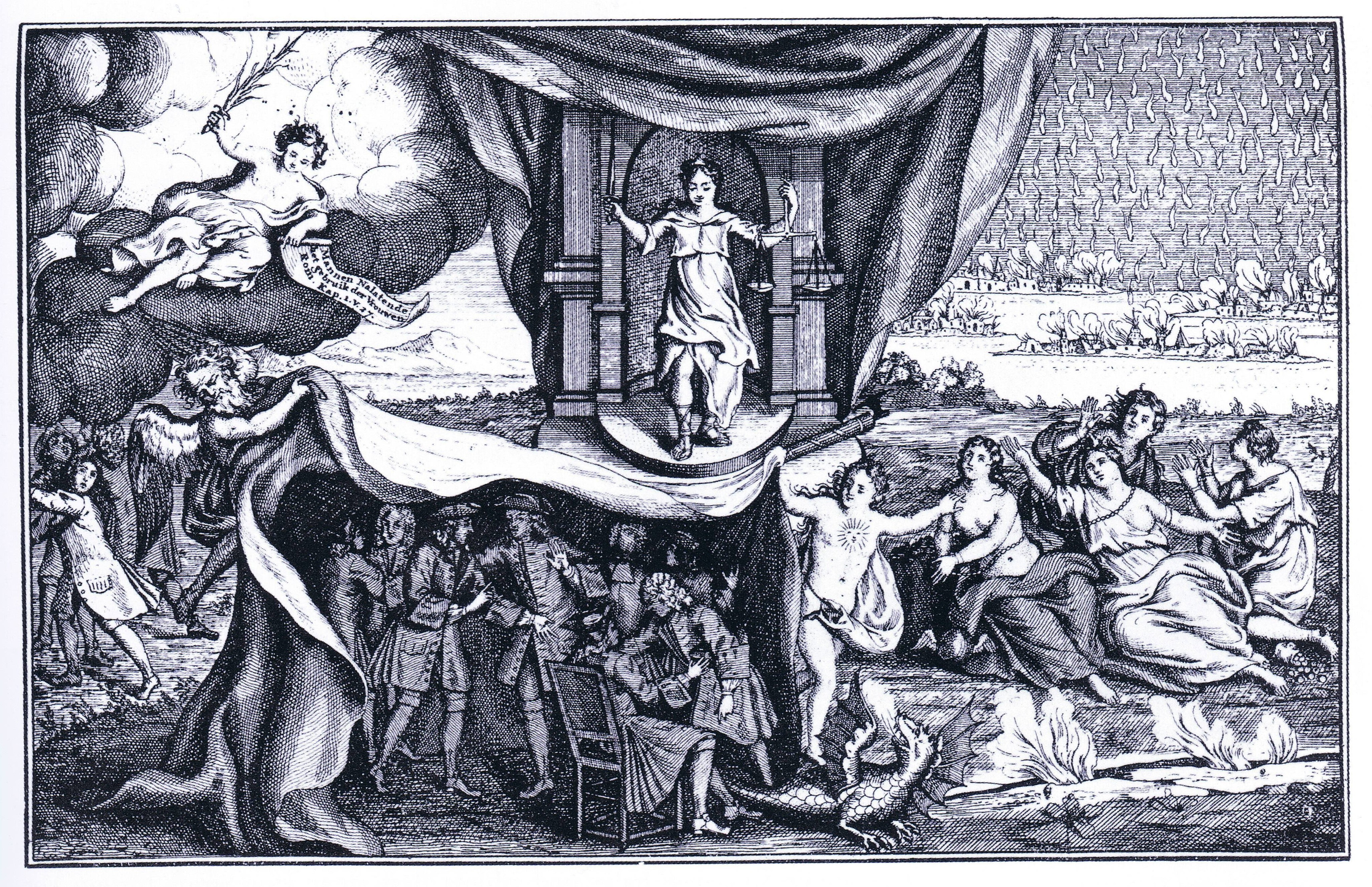
سيدة العدالة تراقب ظهور السدوميين، بينما تمطر النار والكبريت في الخلفية. 1730.